# 義肢装具士
義肢装具士（ぎしそうぐし、英: Prosthetist and Orthotist, PO）は、義肢装具士法に基づく国家資格であり、リハビリテーションチームを構成する医療従事者（コ・メディカルスタッフ）の一員である。ただし、理学療法士（PT）や作業療法士（OT）、言語聴覚士（ST）など他のリハビリテーションスタッフと異なり、一般に製作会社に勤務する従業員である。

## 定義
厚生労働大臣の免許を受けて、義肢装具士の名称を用いて、医師の指示の下に、義肢及び装具の装着部位の採型並びに義肢及び装具の製作及び身体への適合を行うことを業とする者をいう。

## 義肢装具士の業務
義肢装具士の業務は、「採型」「製作」「適合」の3つに大別でき、
1. 採寸・採型
2. 組立（製作）
3. 仮合わせ（中間適合）：省略する場合もある。
4. 仕上げ（完成）
5. 最終適合（納品）

の順序で行われることが多い。
また職名から義肢と装具のイメージが強いが、車椅子や杖、姿勢保持装置、自助具などの福祉用具を扱う場合もある。

## 対応する学校
下記の養成校（義肢装具学専攻）や大学学科内の義肢装具コースで専門的知識・技術を修了し、義肢装具士国家試験の受験資格を得てから、試験に合格することで資格を取得する。ただし、大学によっては義肢装具士の養成校ではなく、学科内に設けられている義肢装具士を目指すコースとして存在する大学もある。したがって義肢装具士に必要な単位が未習得な場合には受験資格が得られないまま卒業ということもある。
- 大学4校

1. 北海道科学大学 保健医療学部（義肢装具学科） 2006年度開校（2025年度募集停止）
義肢装具士を養成する大学としては日本で最初に設置され、2008年には工学部から医療工学部に改編された。医療系部門では生体力学などバイオメカニズムを主とした教育プログラムであり、義肢装具の他、福祉用具の研究開発も行っている。就職も義肢装具関係のみならず福祉用具関係や工学部ならではの就職先も期待できる。工学部系部門では数学、物理、電気を基本教育として、独自に機器類を開発できる人材を育成している。就職先は身体障害者用の自動車開発産業や車いすの設計開発、医療機器メーカや人間工学に基づいた住宅改造などを期待している。
2. 新潟医療福祉大学 リハビリテーション学部（義肢装具自立支援学科） 2007年度開校
医療系の大学として全国で初となる義肢装具士の受験資格を目指すコースが義肢装具自立支援学科として開設された。従来の義肢装具士養成に留まらず、医療・福祉分野と連携し「人を観る」ことに重点を置き、義肢装具のみでなく、電動車いすや福祉ロボット等の福祉用具全般を学ぶことで、対象者の身体的・精神的な自立支援を学ぶカリキュラム構成となっている。
3. 人間総合科学大学 保健医療学部（リハビリテーション学科 義肢装具学専攻） 2011年度開校
関東エリアの大学では初めてであり、義肢装具学科が存在する早稲田医療技術専門学校を設置している学校法人早稲田医療学園が、今回新設学部として設置した。そして、早稲田医療技術専門学校が長年の実績から培ったノウハウは継承される。また、人間総合科学大学は保健医療現場で活躍する多くの現役保健医療人たちが、医療現場で活かせる教養教育を学びに来ている大学であり、保健医療現場で活かせる実践的な教養教育である心身健康科学という学問の存在が、国家試験の取得を目指す以外に、義肢装具士としての知識・技術・実践力高めるカリキュラムになっている。
4. 広島国際大学総合リハビリテーション学部(リハビリテーション支援学科 義肢装具学専攻） 2013年度開校[2]
西日本エリア初の4年制大学養成校として開設された。医療知識とモノづくりの技術を学び､自立した生活をサポートする義肢装具士を目指す。同じ学科のリハビリテーション工学専攻や総合リハビリテーション学部の理学療法学専攻、作業療法学専攻、言語療法学専攻等の他の専攻との連携により、リハビリテーション全般の知識を学び、コミュニケーション力の高い専門職を養成する。

- 専門学校6校

1. 国立障害者リハビリテーションセンター学院 義肢装具学科 1982年開設
国内で最初に開設された養成校。国立障害者リハビリテーションセンターの敷地内に施設がある。センターは自立支援局、病院、研究所、学院、および管理部より構成され、総長がこれらを統括する、世界的にも稀な福祉関連の総合的施設である。国立だけに授業料が安く、老舗である。国内の養成校のほとんどが国立障害者リハビリテーションセンター学院の授業プログラムを元に授業を組んでいることもあり、その中身は熟成している。
2. 西武学園医学技術専門学校東京新宿校 義肢装具学科
東京都内では唯一の義肢装具士養成校で、全8校を擁する文理佐藤学園のグループ校である。山手線新大久保駅近くという立地の良さを活かして、都内の各種施設・企業での研修や、国内外の講師を招いてのセミナーが活発に行われており、最新の情報や技術動向に数多く触れることができる。福祉機器、障害者スポーツ、エピテーゼといった分野もカリキュラムに取り入れ、従来の義肢装具士の枠にとらわれない、広い視野を持った人材育成を目指している。
3. 神戸医療福祉専門学校三田校 義肢装具士科(4年制・3年制）[3] 1997年（3年制）、2007年（4年制）設置（３年制は2022年度募集停止）
近畿圏では唯一の義肢装具士養成校であり、臨床現場より多くの講師を招聘した臨床的なプログラムが特徴。併設する理学療法士科・作業療法士科・言語聴覚士科、整形靴科との教育連携により、在学中から他職種連携（チーム医療）を学ぶことが出来る。
4年制、3年制ともに義肢装具士国家資格を取得できるが、4年制ではさらに福祉用具プランナー（条件付）、ISPO (International Society for Prosthetics & Orthotics)のカテゴリーI個人認証（条件付）、卒業研究科目・整形靴製作技術科目の充実、海外での臨床実習（条件付）などのオプションや高度専門士（大学卒同等の称号）の取得が可能になる。
義肢装具士養成校では、日本で初めて授業にOSCE (Objective Structured Clinical Examination)を取り入れ、特に4年制では装具OSCE、義肢OSCEでの単位取得が卒業の必須条件であることから、現場で即戦力として活躍出来る知識・技術を身に付けることが出来る。
日本国内の養成校では最も海外との交流に力をいれており、日本で唯一のISPO（国際義肢装具協会）のカテゴリーⅠ認定校である（2015年12月現在）。また、香港理工大学やマヒドン大学との正式な締結書の元、臨床実習生の交換や外国人講師招聘なども積極的に行っている。
4. 日本聴能言語福祉学院 1987年開設
名古屋にある老舗の養成校。資格制度施行と同時に正式養成校として厚生省（現 厚生労働省）に認可。全国に10校ある養成校の中でも、私学第一校目として誕生した伝統校である。
5. 熊本総合医療リハビリテーション学院
熊本にある老舗の養成校。
6. 北海道ハイテクノロジー専門学校（2023年度募集停止）
北海道にできた、現時点では最も新しい義肢装具養成校。

## 日本の義肢装具士免許を持つ著名人
- 臼井二美男
- 山本篤
- 月城慶一